# ArcheAge
ArcheAge (кор. 아키에이지 — «Древние времена»; кит. 上古世紀) — это клиентская фэнтезийная массовая многопользовательская ролевая онлайн-игра (MMORPG) для PC, разработанная корейской компанией XLGames. Действие игры происходит во вселенной ArcheAge — фэнтезийном мире с элементами средневековья, магии и стимпанка, созданном по мотивам книг корейской писательницы Мин-Хи Чон (кор. 전민희). Игра издается и локализуется в России компанией Astrum Entertainment.
| Сводный рейтинг       | Сводный рейтинг |
| Агрегатор             | Оценка          |
| --------------------- | --------------- |
| Metacritic            | 80/100          |
| Русскоязычные издания |                 |
| Издание               | Оценка          |
| PlayGround.ru         | 7,3/10          |
| «Игромания»           | 8/10            |

## История создания игры
26 февраля 2010 года южнокорейская компания XLGames официально анонсировала новую MMORPG ArcheAge, разработка которой началась в 2006 году. Первоначально игра была создана на основе игрового движка CryEngine 2, но в 2011 году, перед третьей фазой закрытого бета-тестирования, была переведена на движок CryEngine 3.
Первый этап закрытого бета-тестирования, в котором участвовало около 200 тестеров, прошёл 22-25 июля 2010 года в Южной Корее. В ходе тестирования были представлены некоторые локации западного континента и элементы PvE.
Второй этап закрытого бета-тестирования, значительно более массовый, происходил на корейском бета-сервере 4-7 ноября 2010 года. Тестированию подверглись стартовые локации людей и эльфов, базовые элементы PvE, строительство кораблей и зданий. В конце тестирования разработчиками впервые были показаны персонажи расы зверолюдей — ферре.
Третий этап закрытого бета-тестирования, в котором участвовали шесть тысяч тестеров, прошёл с 24 мая по 29 мая 2011 г. Кроме ранее известных локаций, были представлены локации расы ферре, новая анимация персонажей, система штрафов за убийства (PK), прошли первые массовые морские и наземные сражения между игроками (PvP).
Четвёртый этап закрытого бета-тестирования (более 5 тыс. тестеров) начался в Южной Корее 8 декабря 2011 года и продлился 95 дней. Был существенно улучшен геймплей ранних уровней и анимация, переделана система умений и крафта, добавлена раса харнийцев, новые средства передвижения (яхты, лодки, маунты, позже: тракторы, таре.), новые виды домов, осадные орудия, а также включена система захвата территорий на части северного континента, возможность плавать под водой в аквалангах, выращивать фермы для водорослей и грабить затонувшие корабли.
Пятый этап закрытого бета-тестирования прошёл в Корее 16-31 августа 2012 года, принять участие в нём смогли также и игроки из Китая, для которых готовится китайская версия игрового клиента.
Открытое бета-тестирование MMORPG ArcheAge началось в Корее 2 января 2013 и продлилось до полуночи 15 января 2013 года.
Релиз. В Корее игра вышла 16 января 2013 года, в 8 часов утра, с формой оплаты P2P. Возможна также пробная игра, бесплатно, в течение 10 часов.
Смена модели. 3 июля 2013 года корейские сервера игры стали бесплатными. Добавлены возможность покупки премиум пака, который дает возможность строить дома, быстрее восстанавливать очки работы и др.

## Отзывы и критика
| Системные требования | Системные требования                                  | Системные требования                                 |
| -------------------- | ----------------------------------------------------- | ---------------------------------------------------- |
|                      | Минимальные                                           | Рекомендуемые                                        |
| Microsoft Windows    |                                                       |                                                      |
| ОС                   | Windows XP, Windows Vista, Windows 7, Windows 8       | Windows XP, Windows Vista, Windows 7, Windows 8      |
| ЦПУ                  | Intel Core 2 Duo                                      | Intel Core i5                                        |
| Объём ОЗУ            | 4 GB RAM                                              | 4 GB RAM                                             |
| Место на диске       | 30 Гбайт на жёстком диске                             | 40 Гбайт на жёстком диске                            |
| Видеокарта           | Nvidia GeForce 8000 512MB или ATI Radeon HD 4000 512M | Nvidia GeForce GTS250 1GB или ATI Radeon HD 4850 1GB |
| Сеть                 | Интернет-соединение                                   | Интернет-соединение                                  |

Игра получила преимущественно высокие оценки авторитетных зарубежных и российских изданий. Впрочем, оценки были поставлены ещё до выхода игры на этап ЗБТ. После старта ОБТ как в России, так и за рубежом, столь восхваляемая игра в считаные недели оказалась на дне списка интересных игр. Обозреватели отмечали, что «у ArcheAge есть еще несколько интересных решений, которые редко можно встретить в MMORPG», а также что игра «сложная, требующая серьезного погружения и кучу свободного времени». Олег Уткин, один из авторов журнала Игромания, похвалил игру за «свободу и размах, доселе невиданные ни в одной другой MMORPG», но отметил, что игра «пытается дистанцироваться от большинства условностей, присущих жанру, хотя получается у неё это не всегда».